# 2gether (Film)
2gether ist ein kanadisch-US-amerikanischer Fernsehfilm. Es handelt sich um den ersten Film, der exklusiv für MTV produziert wurde. Er wurde erstmals am 21. Februar 2000 ohne Werbeunterbrechungen in den Vereinigten Staaten gezeigt und mündete aufgrund des Erfolges in die gleichnamige Fernsehserie.

## Handlung
Nachdem der Manager Bob Buss von der derzeit angesagtesten Boyband Whoa! gefeuert worden ist, beschließt er einen Neustart zu wagen, indem er einfach eine bessere Band gründet. Buss entdeckt auf der Straße sein erstes Gesangstalent Jerry O’Keefe und baut von nun an seine Gruppe rund um das Naturtalent O’Keefe auf. Gemeinsam mit O’Keefe macht er sich auf die Suche nach weiteren Mitgliedern. Buss baut seine neue Band, die er nach einigem Überlegen statt Matchbox 30 doch lieber 2gether nennt, nach dem Standard-Musikindustrie-Klischee auf. So besteht die Band am Ende aus:
- dem „Herzensbrecher“ Jerry O’Keefe, der seinen Job in einem Hotel kündigt und seine langjährige Freundin allein lässt, nur um seinen Traum vom Singen zu verwirklichen.
- „dem Schüchternen“ Chad Linus, der ein guter Sänger jedoch zu schüchtern ist vor Leuten zu singen. Er hofft, mit der Singerei viel Geld zu machen, um sich einen gelben Jet-Ski zu kaufen.
- „dem älteren Bruder“, der Chads älterer Bruder Doug Linus ist. Bob Buss musste ihn gemeinsam mit Chad in die Band aufnehmen („If my brother goes somewhere I’m going along with him, because he is like a lost puppy“), da nur Doug ihm helfen kann über seinen Schatten zu springen. Doug kann ebenfalls gut singen und auch nähen.
- „dem Bösen“ Mickey Parke, der eigentlich lieber Gangster-Rapper wäre,
- und „dem Süßen“ Q.T. McKnight, der der Jüngste der Band ist und eine tödlich verlaufende Krankheit hat. Zuvor sang er in einer örtlichen Karaokebar.

Buss bringt die Jungs innerhalb weniger Tage in Form und bereitet sie auf ihr großes Debüt in Jacksonville – als Vorgruppe für Whoa! in einem Einkaufszentrum – vor. Buss versucht den Bandmitgliedern Mut zu machen, indem er ihnen die Wahrheit über Whoa offenbart: Sie können selbst nicht singen und haben die ganze Zeit Songs einer anderen Band für ihre Auftritte verwendet. Die Jungs schöpfen Hoffnung, vor allem als sie erfahren, dass sie für Whoa als Vorgruppe auftreten sollen. Doch es stellt sich heraus, dass Buss den Auftritt frei erfunden hatte. Während des Auftritts von Whoa im Einkaufszentrum tritt ein technischer Fehler auf, und Whoa stehen nichtstuend auf der Bühne. Doch 2gether retten die Situation, indem sie auf die Bühne stürmen und zu singen beginnen. So erobern sie im Nu hunderte Mädchenherzen.

## Kritiken
Hal Erickson beschrieb den Film bei AllMovie als „vergnüglich“ und „manchmal bewegend“.